# آناتولی سولوویاننکو
آناتولی سولوویاننکو (به انگلیسی: Anatoliy Solovianenko؛ گاهی اوقات در انگلیسی به صورت: Anatolii Solovyanenko؛ بهاوکراینی: Анатолій Борисович Солов'яненко؛ بهروسی: Анатолий Борисович Соловья́ненко)؛ (۲۵ سپتامبر ۱۹۳۲ – ۲۹ ژوئیه ۱۹۹۹) یک خواننده اپرا تنور اهل اوکراین بود.

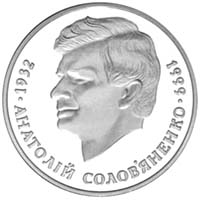
سکه یادبود صادر شده توسط بانک ملی اوکراین

او همچنین عناوین هنرمند مردمی اتحاد جماهیر شوروی (قبل از ۱۹۷۸)، هنرمند مردمی اوکراین، و برندهٔ جایزه تاراس شوچنکو را داشت و جوایزی چون جایزه لنین، نشان شایستگی از جمهوری ایتالیا را نیز بدست آورد.